# (14315) Ogawamachi
(14315) Ogawamachi ist ein Asteroid des Hauptgürtels, der am 12. März 1977 von den japanischen Astronomen Hiroki Kōsai und Kiichirō Furukawa am Kiso-Observatorium (IAU-Code 381) in Kiso am Berg Ontake entdeckt wurde.
Der Asteroid wurde am 9. Januar 2001 nach der Stadt Ogawa-machi in der Präfektur Saitama am östlichen Rand der Chichibu-Bergkette benannt, die für die Herstellung von Washi (Japanpapier) berühmt ist.